# 雲陽駅 (京畿道)
雲陽駅（ウニャンえき）は、大韓民国京畿道金浦市にある金浦都市鉄道の駅である。

## 歴史
- 2019年 9月28日：開業[1]。

## 隣の駅
金浦ゴールドライン運営
金浦都市鉄道
場基駅 - 雲陽駅 - 傑浦北辺駅